# Elvin Beqiri
Elvin Beqiri (Shkodra, Albania, 27 de julio de 1980), futbolista albanés. Juega de defensa y su actual equipo es el Vllaznia Shkodër de la Kategoria Superiore de Albania.

## Selección nacional
Ha sido internacional con la Selección de fútbol de Albania, ha jugado 47 partidos internacionales.

## Clubes
| Club                | País       | Año           |
| ------------------- | ---------- | ------------- |
| KS Vllaznia Shkodër | Albania    | 1993-1995     |
| Metalurg Donetsk    | Ucrania    | 2003-2004     |
| Alania Vladikavkaz  | Rusia      | 2004-2005     |
| Maccabi Tel-Aviv    | Israel     | 2004-2006     |
| Metalurg Donetsk    | Ucrania    | 2006-2008     |
| Arsenal Kiev        | Ucrania    | 2008-2009     |
| Vllaznia Shkodër    | Albania    | 2009-2010     |
| Khazar Lenkoran     | Azerbaiyán | 2010-2012     |
| Vllaznia Shkodër    | Albania    | 2012-presente |

- Datos: Q768043